# 12572 Sadegh
12572 Sadegh eller 1999 NN8 är en asteroid i huvudbältet som upptäcktes den 13 juli 1999 av LINEAR i Socorro County, New Mexico. Den är uppkallad efter Cameron Sadegh.
Asteroiden har en diameter på ungefär 3 kilometer och den tillhör asteroidgruppen Duponta.